# Dysphania auriplena
Dysphania auriplena là một loài bướm đêm trong họ Geometridae.